# آبشار بیشاپ
آبشار بیشاپ (به انگلیسی: Bishop Falls) آبشاری است که در مگالایا، هند واقع شده و ارتفاع کلی ریزشگاه آن ۱۳۵ متر (۴۴۳ فوت) است.